# Central Uruguay Railway Company

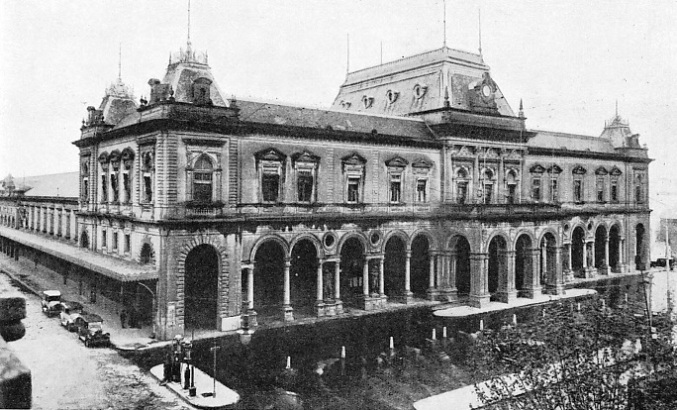
La Estación Central de Ferrocarriles de Uruguay, posteriormente denominada Estación General Artigas fue construida por la Compañía Central Uruguay Railway

La Central Uruguay Railway Co., traducida al español Compañía Ferrocarril Central del Uruguay fue una empresa de transporte ferroviario uruguaya fundada en 1872 por capitales ingleses, la cual operó desde 1878 hasta 1949, cuándo el estado uruguayo adquiere dicha compañía debido a la deuda contraída por el Reino Unido. 
Fue una de las cinco compañías ferroviarias que operaron en Uruguay. Los otras cuatro fueron el Midland Uruguay Railway Co., las compañías del Ferrocarril Uruguayo del Norte, el Ferrocarril Uruguayo del Noreste, y el Ferrocarril Uruguayo del Este, de todos estos, el Central Uruguay Railway era considerado el más importante, ya que contaba con mayor infraestructura y aproximadamente 1,560 kilómetros (970 ) de pista y operaba cuatro ramales: entre ellos a : la Línea Original Ferroviaria Central Uruguay (incluida la Línea Noreste), 436 km (271 millas); el Ferrocarril de Extensión del Norte, 298 km (185 millas); el Ferrocarril de Extensión Oriental, 501 km (311 millas); y el Ferrocarril de Extensión Occidental, 340 km (211 millas).  

## Historia

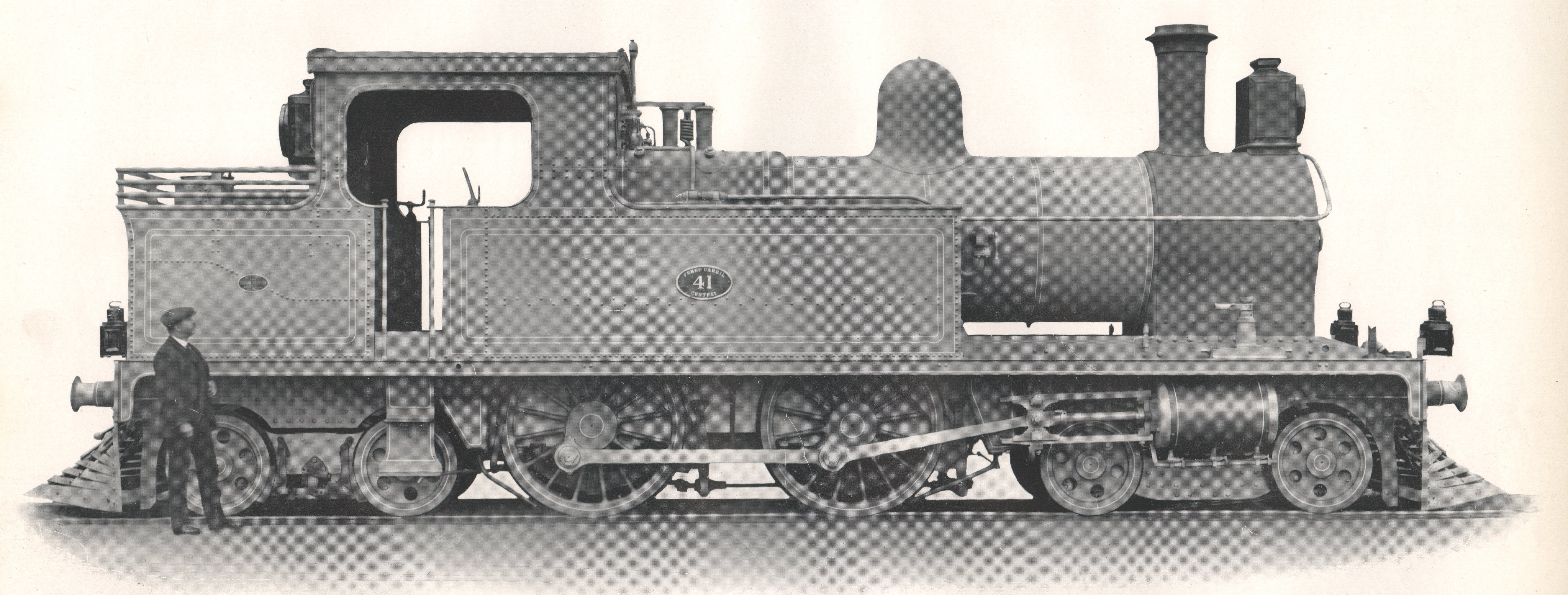
Locomotora Vulcan del Ferrocarril Central del Uruguay

La Compañía Central Uruguay Railway fue fundada en 1876 en la ciudad de Londres y en 1878 adquiere la empresa Ferrocarril Central del Uruguay,  empresa de capitales nacionales que había sido creada en 1866, pero la imposibilidad  de ser financiada por capitales del país hizo que pronto fuera adquirida por capitales ingleses.

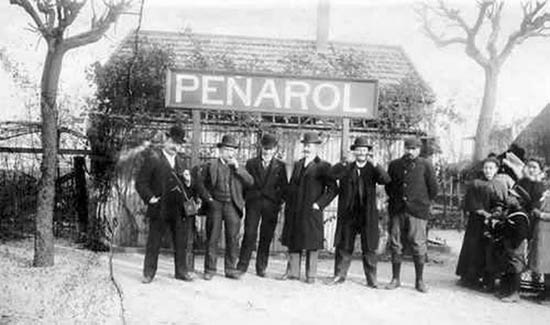
Estación del Ferrocarril Central del Uruguay en la Villa Peñarol

En el año 1889 la compañía adquiere un extenso predio en la Villa Peñarol, en la ciudad de Montevideo para establecer los talleres ferroviarios. La compañía no sólo construiría allí sus principales talleres, sino que también construiría una enorme urbanización  con residencias para sus empleados y obreros.

### Material rodante
En 1884, había 18 locomotoras, 31 coches de pasajeros y 282 vagones de carga. En 1936, el material rodante había aumentado a 128 locomotoras, 119 coches de pasajeros y 2302 vagones de carga.

### Central Uruguay Railway Cricket Club
El 28 de septiembre de 1891, un total de 118 empleados conformarían la creación del Central Uruguay Railway Cricket Club, un club deportivo para la recreación de sus trabajadores. Dicho club estaba orientado hacia el cricket, pero el fútbol le daría su popularidad.

## Nacionalización
En 1949, ya culminada la Segunda Guerra Mundial, el Poder Ejecutivo adquiere las compañías la Transatlántica de tranvías, la Montevideo Waterworks Company y la Central Uruguay Railway como forma de pago por la deuda que el Reino Unido contrajo con el país. De esta forma, se culminaría de nacionalizar el servicio de ferrocarriles en el país, los cuales comenzarían a ser operados en 1952 por la Administración de Ferrocarriles del Estado.
La Administración de Ferrocarriles adquirió todo el material rodante y toda la red ferroviaria, cabe destacar que el CUR contaba con más de 1,665 km (1,035 millas) de ancho estándar, aproximadamente la mitad del total dentro del país y unas 170 locomotoras a vapor, más varios miles de coches.

## Rutas
Los tramos de dicha compañía incluían las líneas Uruguay - Central y Noreste. Operando también las líneas de las compañías Ferrocarril Uruguayo del Norte, Ferrocarril Noroeste de Uruguay y del Ferrocarril Uruguayo del Este. La línea Central corría de Montevideo a Santa Isabel, cruzando el Río Negro, con un ramal desde Santa Lucía a San José de Mayo. El Noreste conectaba Montevideo y Minas, mientras que la Extensión Oeste corría desde San José hasta Mercedes, con un ramal al puerto de Colonia. 
El ramal Norte continuó  desde Santa Isabel hasta Rivera cercano a la frontera con Brasil. El ramal Oriental partía de un punto en el Noreste a 32 km (20 millas) de Montevideo y corría hasta Melo, incluyendo  un ramal hacia Treinta y Tres.